# وندوروتهی
وندوروتهی (به انگلیسی: Venduruthy) یک روستا در هند است که در Ernakulam district واقع شده‌است.